# Соловейки (заповідне урочище)
Солове́йки — лісове заповідне урочище в Україні. Розташоване в межах Сарненського району Рівненської області, на північний захід від села Мушні.
Площа 8 га. Статус присвоєно згідно з рішенням Рівненського облвиконкому від 22.11.1983 року № 343 (зі змінами рішення облвиконкому № 33 від 28.02.1995 року). Перебуває у віданні ДП «Остківський лісгосп» (Мушнянське л-во, кв. 29, вид. 21; кв. 30, вид. 28; кв. 38, вид. 51; кв. 39, вид. 1).
Статус присвоєно для збереження частини лісового масиву з насадженнями ялиці та сосни.